# Willie Windle
William „Willie“ Windle (* 2. November 1870 in Millbury, Massachusetts; † 8. September 1936 ebenda) war ein US-amerikanischer Radrennfahrer.
Willie Windle gehörte zur ersten Generation der Radrennfahrer; er betrieb den Radsport noch auf dem Hochrad. Da er sehr zierlich gebaut war, wurde er „Wee Willie“ (kleiner Willie) genannt. Von 1889 bis 1892 wurde Windle viermal in Folge US-amerikanischer Meister im Sprint. 
Mehrfach stellte Windle Welt- sowie nationale Rekorde auf. So fuhr er am 7. Oktober 1892  in Hampden Park in Boston bei starkem Wind die Meile in 2:02,45 Minuten und verbesserte damit seinen eigenen Weltrekord über 2:04 Minuten. Dabei fungierte über je eine halbe Meile ein Dreisitzer als Schrittmacher.
1895 erklärte Willie Windle seinen Rücktritt vom Radsport. Anschließend reiste er als Evangelist einige Jahre durch die USA.
Der spätere Sprint-Weltmeister aus den USA, Major Taylor, bezeichnete Windle neben Arthur Augustus Zimmerman als sein Vorbild. Er erinnerte sich in seinen Memoiren, dass ihn Windle als Jugendlichen bei einer Begegnung äußerst freundlich behandelt und seine Hand geschüttelt hätte. Dieses Erlebnis war für den farbigen Taylor bedeutsam, da er später, als er erfolgreich wurde, in der Sportszene starken Repressalien ausgesetzt war.